# Metz
Metz ou Métis (em latim: Mettis; em francês: Metz; pronúncia em francês: [mɛs] (escutarⓘ)) é uma cidade do nordeste da França, capital da região de Grande Leste e do departamento de Moselle. Ela está localizada na confluência dos rios Mosela e Seille.
Era chamada de Divoduro (em latim: Divodurum) e Divoduro Mediomátrico (em latim: Divodurum Mediomatricum) durante o período romano.
Sua população estimada no ano de 2014 era de 117 619 habitantes.

## História
No início de 451, Átila, o Huno atravessou o Rio Reno e atacou diversas cidades da Gália. Metz foi atacada em 7 de abril. Os ataques de Átila culminariam com a Batalha dos Campos Cataláunicos. Durante a Segunda Guerra Mundial, a cidade foi palco de uma grande batalha.

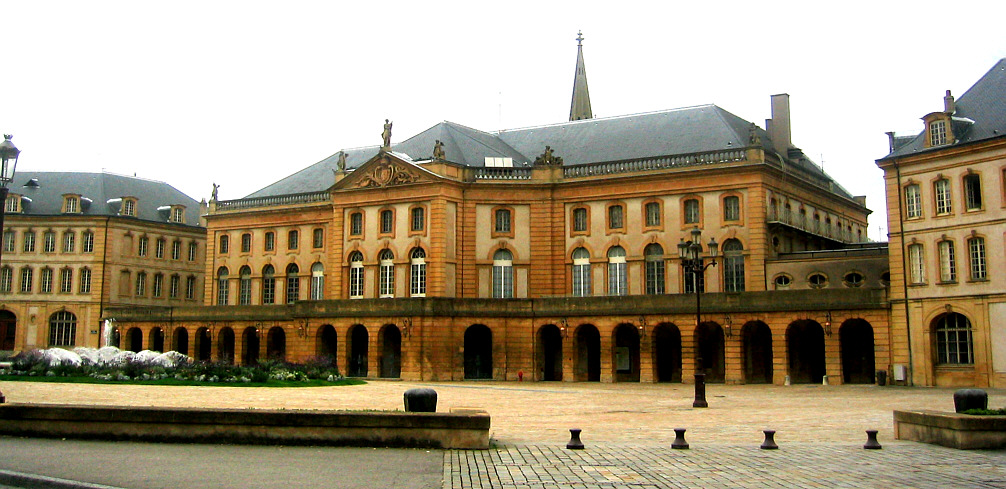
Teatro

Embora historicamente Nancy tenha sido a capital do ducado da Lorena e posteriormente da província de Lorena, Metz foi escolhida como capital da região de Lorena, criada na metade do século XX.
É um centro industrial e de transportes; suas fábricas produzem maquinaria, artigos de couro, têxteis, e existe uma importante indústria alimentícia.
Destacam-se a Catedral Saint Etienne (séculos XIII e XVI), a Basílica de Saint Pierre de la Citadelle e a Porta dos Alemães (séculos XIII-XV). A cidade conta com uma universidade (1971).

## Cidades irmãs
As cidades irmãs de Metz são:
- Saint-Denis, França
- Luxemburgo, (cidade)

## Educação
- CentraleSupélec
- Supélec